# Schule für Grenzschützer Medininkai

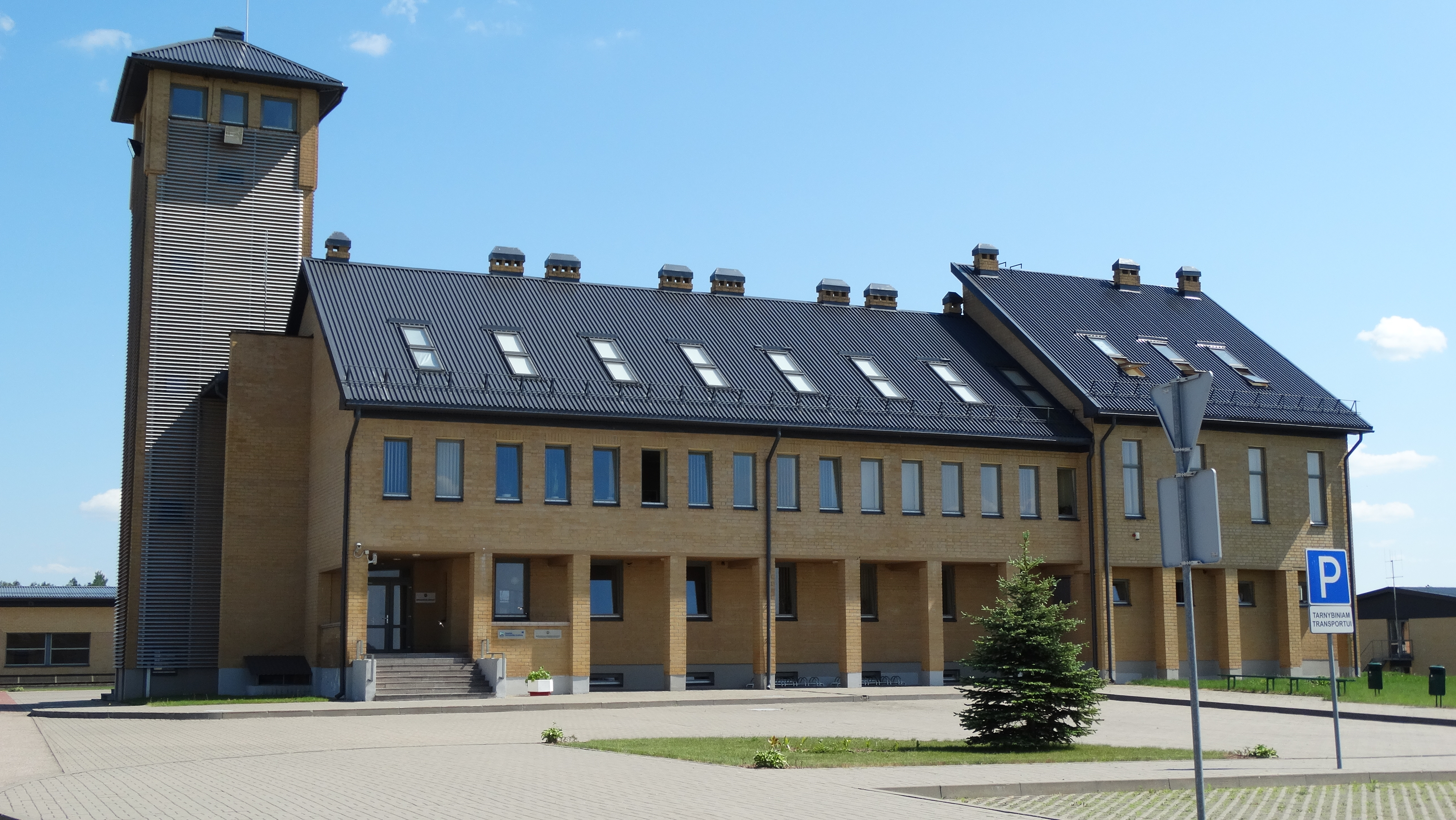
Schule für Grenzschützer Medininkai

Die Schule für Grenzschützer Medininkai (litauisch: Medininkų pasieniečių mokykla) ist die einzige Schule für Grenzschutz-Beamte in Litauen. Sie bereitet die Grenzschützer für den Litauischen Grenzschutz vor. Die Schule wird seit 2007 von Oberst Vytautas Strolia geleitet. Sie befindet sich in Medininkai in der Rajongemeinde Vilnius.

## Leitung
- 1991–1992: Pranas Dragūnaitis
- 1992–1994: Alfonsas Jonas Baravykas
- 1994–1999: Virginijus Andrius Bukauskas
- 1999: Astijus Rutkauskas
- November–Dezember 1999: Ričardas Petrauskas
- Seit 1999: Vytautas Strolia

## Geschichte
Oktober 1991 wurde das Schulzentrum der Behörde Pasienio apsaugos tarnyba in Sniečkus gegründet. 2001 wurde es zur Schule für Grenzschützer Visaginas (Visagino pasieniečių mokykla). Die erste Absolventenreihe gab es 2001. Seit Herbst 2007 befindet sich die Schule in einem modernen Komplex in Medininkai bei Vilnius. Die Schulung dauert 18 Monate. Danach wird bei Wunsch zum 2. Studienjahr (zum 3. Semester) im Bachelorstudium an der Mykolo Romerio universitetas zugelassen.

## Absolventen
- Kęstutis Smirnovas (* 1976), Politiker, Mitglied des Seimas und Kampf-Sportler